# Sven Holmberg (1918–2006)
Sven Ragnar Eugén Holmberg, född den 13 december 1918 i Örebro, död den 30 september 2006 i Stockholm, var en svensk militär.
Holmberg avlade studentexamen 1938. Han blev fänrik 1941 och löjtnant 1943 vid Norrlands artilleriregemente, dit han kom att vara knuten hela sin militära karriär. Holmberg genomgick Artilleri- och ingenjörhögskolan 1945–1947 och var lärare vid Krigsskolan Karlberg 1950–1954. Han befordrades till  kapten 1949, till major 1960, till överstelöjtnant 1964 och till överste 1970. Holmberg var lärare vid Artilleriskjutskolan 1964–1970 och chef där 1970–1975. Han var regementschef 1975–1979. Holmberg var generalsekreterare för Svenska Livräddningssällskapet/Simfrämjandet 1980–1985. Han blev kommendör av Svärdsorden 1974. Holmberg vilar på Bromma kyrkogård. 